# 米尔蒙
米尔蒙（法語：Miremont，法語發音：[miʁmɔ̃]）是法国上加龙省的一个市镇，属于米雷区。

## 地理
米尔蒙（43°22'13"N, 1°25'2"E）面积22.4 平方千米，位于法国奧克西塔尼大區上加龙省，该省份为法国西南部内陆省份，西南端与西班牙接壤，自此顺时针与上比利牛斯省、热尔省、塔恩-加龙省、塔恩省、奥德省和阿列日省接壤。
与米尔蒙接壤的市镇（或旧市镇、城区）包括：韦尔内、欧里巴伊、欧特里沃、莱兹河畔博蒙、格雷皮亚克、莱兹河畔拉加代勒、拉格拉斯迪约。

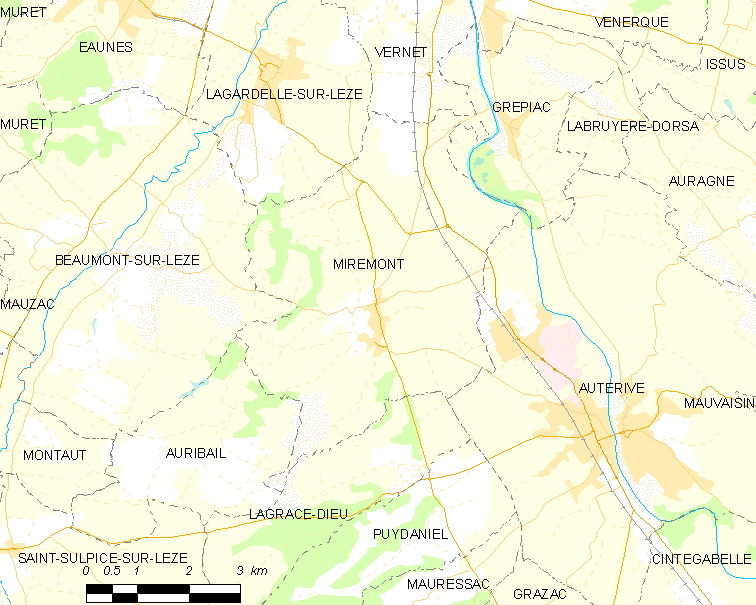
米尔蒙的OSM定位图

米尔蒙的时区为UTC+01:00、UTC+02:00（夏令时）。

## 行政
米尔蒙的邮政编码为31190，INSEE市镇编码为31345。

## 政治
米尔蒙所属的省级选区为欧特里沃县。

## 人口

1962-2008年间米尔蒙人口变化图示

米尔蒙于2022年1月1日时的人口数量为2787人。